# Верёй

Верёй (норв. Værøy) — коммуна в фюльке Нурланн в Норвегии. Является частью региона Лофотен. Административный центр коммуны — деревня Сёрланн. Верёй был признан регионом 1 января 1838 года. Новая коммуна Рёст была отделена от коммуны Верёй 1 июля 1928 года.

## Общая информация

### Название
Старонорвежское название коммуны Veðrøy. Первая часть названия veðr означает погода (из-за сложных погодных условий на острове), окончание — слово Øy, означает остров.

### Герб
У коммуны современный герб. Он был принят 10 июля 1988 года. На гербе изображён тупик. Гнёзда тупиков в большом количестве находятся на острове и играют важную роль для деревни, как источники мяса и пуха.

## География

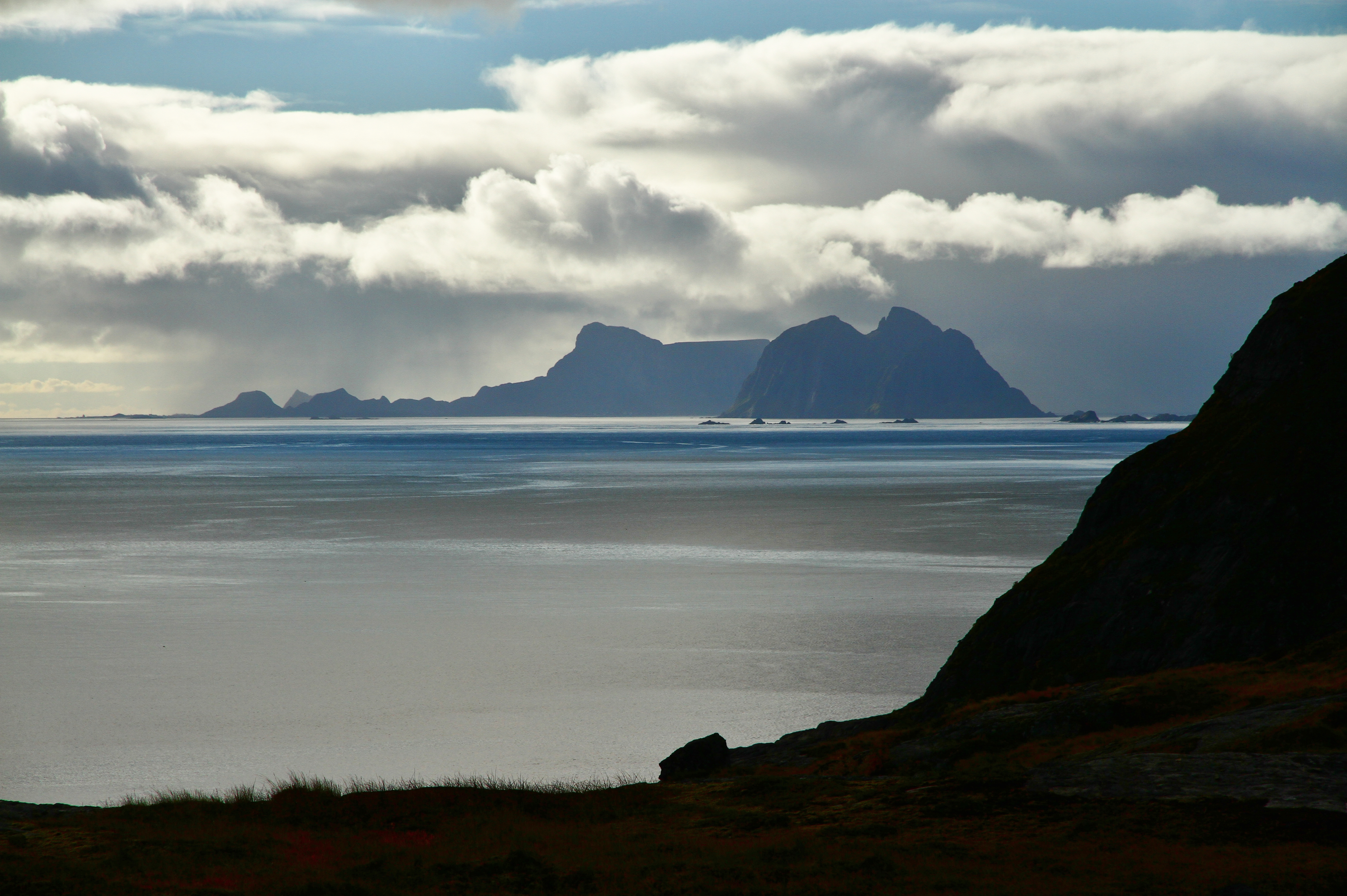
Вид на остров Москен

Коммуна состоит из многих островов, среди который наибольшими являются Верёй и Москен.

### Климат
Погода в Верёе может быть очень изменчивой. Солнце, дождь, ветер и туман сменяются между собой очень быстро. Климат зимы умеренный, температура редко падает ниже 0°С. Это создаёт хорошие условия для засушивания рыбы.
Рёст и Верёй довольно известны среди синоптиков, так как являются наиболее северными территориями, где не существует метеорологической зимы (средний уровень температуры всю зиму держится около 0°С). Температура зимы в южном Лофотене представляет собой наибольшую температурную аномалию в мире для данной широты из-за течения Гольфстрим с Карибского моря. Однако погода зимы довольно ветреная и влажная, поэтому мягкость климата не ощущается.

## Транспорт
С материком (Будё), а также с островной коммуной Рёст налажено вертолётное сообщение; для движения самолётов аэропорт закрыт после аварии в 1990 году (см. Катастрофа в аэропорту Верёй), произошедшей из-за резко ухудшившихся погодных условий и повлёкшей за собой гибель пяти человек. Паромы связывают коммуну с коммунами Рёст, Будё и Москенес.

### Катастрофа в аэропорту Верёй
12 апреля 1990 года самолёт типа DHC-6-300 Twin Otter производства Канады регистрационный номер LN-BNS, бортовой номер 536), введённый в эксплуатацию в 1977 году и способный принимать на борт до 21 пассажира (не считая двух пилотов), совершал рейс Будё — Рёст — Верёй — Будё. В 14:14 самолёт покинул Рёст и в 14:30 прибыл в Верёй.
В момент вылета из Рёста сила ветра составляла от 33 до 48 км/час. За 15 минут полёта до аэропорта Верёй ветер резко усилился и достигал в порывах уже 74 км/час. Тем не менее, после заправки топливом, имея на борту трёх пассажиров, капитан судна решил продолжить рейс, и в 14:43 самолёт оторвался от взлетно-посадочной полосы. Через минуту он исчез с экранов радара аэропорта Верёй.
Обломки самолёта и тела людей были обнаружены только через три дня поисков, 15 апреля 1990 года, в 2 300 метрах от аэропорта. Они были разбросаны на площади в 120 000 кв. м.
По данным найденного на месте крушения бортового самописца (Cockpit voice recorder, CVR) установлено, что полёт продолжался 63 сек, из которых в течение последних 8 секунд экипаж полностью утратил контроль над управлением воздушным судном. Из его данных следует, что сразу же после взлёта ветер резко усилился и в порывах достиг ураганной силы в 106 км/час, при этом его направление так же резко изменялось между 210 и 290 град. Вероятнее всего, оба члена экипажа, командир корабля Idar Nils Persen (40) и второй пилот Arnt Vidar Grønneflåta (31), а также пассажиры Stig Myrvoll (25), Frank Bakkeli (27) и Runa Dagny Søraa (23) погибли практически сразу, в момент удара о воду. При этом тело капитана так и не было найдено.
Данная катастрофа заставила обратить особое внимание на исключительно непостоянные погодные условия в районе острова Верёй, способные значительно ухудшаться в течение очень малого промежутка времени, в виду чего было принято решение закрыть аэропорт Верёй для самолётного сообщения. Вертолётное сообщение было сохранено.

## В литературе
В рассказе Низвержение в Мальстрём, написанном в 1841 году Эдгаром Алланом По, описывается остров Vurrgh, расположенный в Верёе.